# Alexandra Zueva
Alexandra Zueva –en ruso, Александра Зуева– (5 de julio de 1994) es una deportista rusa que compitió en natación sincronizada. Ganó dos medallas de oro en el Campeonato Mundial de Natación de 2013 y dos medallas de oro en el Campeonato Europeo de Natación de 2010.

## Palmarés internacional
| Campeonato Mundial | Campeonato Mundial | Campeonato Mundial | Campeonato Mundial |
| Año                | Lugar              | Medalla            | Prueba             |
| ------------------ | ------------------ | ------------------ | ------------------ |
| 2013               | Barcelona (España) | Medalla de oro     | Equipo técnico     |
| 2013               | Barcelona (España) | Medalla de oro     | Combinación libre  |
| Campeonato Europeo |                    |                    |                    |
| Año                | Lugar              | Medalla            | Prueba             |
| 2010               | Budapest (Hungría) | Medalla de oro     | Equipo             |
| 2010               | Budapest (Hungría) | Medalla de oro     | Combinación libre  |